# Simmern (Verbandsgemeinde)
Simmern est une Verbandsgemeinde (collectivité territoriale) de l'arrondissement de Rhin-Hunsrück dans la Rhénanie-Palatinat en Allemagne. Le siège de cette Verbandsgemeinde est dans la ville de Simmern.
La Verbandsgemeinde de Simmern consiste en cette liste d'Ortsgemeinden (municipalités locales):

Localisation du Verbandsgemeinde de Simmern dans l'arrondissement de Rhin-Hunsrück

| 1. Altweidelbach 2. Belgweiler 3. Bergenhausen 4. Biebern 5. Bubach 6. Budenbach 7. Fronhofen 8. Holzbach 9. Horn 10. Keidelheim 11. Klosterkumbd 12. Külz (Hunsrück) 13. Kümbdchen 14. Laubach 15. Mengerschied 16. Mutterschied | 1. Nannhausen 2. Neuerkirch 3. Niederkumbd 4. Ohlweiler 5. Oppertshausen 6. Pleizenhausen 7. Ravengiersburg 8. Rayerschied 9. Reich 10. Riegenroth 11. Sargenroth 12. Schönborn 13. Simmern/Hunsrück 14. Tiefenbach 15. Wahlbach 16. Wüschheim |